# 22. Infanterie-Brigade (Deutsches Kaiserreich)
Die 22. Infanterie-Brigade war ein Großverband der Preußischen Armee.

## Geschichte
Die 22. Infanterie-Brigade wurde am 5. November 1816 als Infanterie-Brigade der Truppen-Brigade in Breslau
aufgestellt und am 5. September 1818 Infanterie-Brigade der 11. Division. Am 22. Dezember 1819 erhielt sie die Bezeichnung 11. Infanterie-Brigade und wurde am 29. April 1852 in 22. Infanterie-Brigade umbenannt. Sie war bis zum 25. März 1915 Teil der 11. Division mit Standort in Breslau, die dem VI. Armee-Korps in Breslau zugeordnet war. Danach gehörte die Brigade zur neu aufgestellten 119. Infanterie-Division.

### Gliederung
- 1820

11. Infanterie-Regiment (2. Schlesisches), 22. Infanterie-Regiment (3.Schlesisches), 1. Schützen-Bataillon
- 1821 bis 1849

10. Infanterie-Regiment (1. Schlesisches), 11. Infanterie-Regiment (2. Schlesisches)
- 1850

7. Infanterie-Regiment, 11. Infanterie-Regiment
- 1851

10. Infanterie-Regiment, 19. Infanterie-Regiment
- 1852 bis 1854

19. Infanterie-Regiment, 11. Landwehr-Regiment
- 1855 bis 1859

11. Infanterie-Regiment, 11. Landwehr-Regiment
- 1860 bis 1866

Grenadier-Regiment „König Friedrich III.“ (2. Schlesisches) Nr. 11, 4. Niederschlesisches Infanterie-Regiment Nr. 51, 2. Schlesisches Landwehr-Regiment Nr. 11
- 1867

Schlesisches Füsilier-Regiment Nr. 38, 4. Niederschlesisches Infanterie-Regiment Nr. 51, 2. Schlesisches Landwehr-Regiment Nr. 11
- 1868 bis 1869

Schlesisches Füsilier-Regiment Nr. 38, 4. Niederschlesisches Infanterie-Regiment Nr. 51, 2. Schlesisches Landwehr-Regiment Nr. 11, 4. Niederschlesisches Landwehr-Regiment Nr. 51
- 1871 bis 1889

2. Schlesisches Grenadier-Regiment Nr. 11, 4. Niederschlesisches Infanterie-Regiment Nr. 51, 2. Schlesisches Landwehr-Regiment Nr. 11, 4. Niederschlesisches Landwehr-Regiment Nr. 51
- 1889 bis 1914

Wie vor, ohne Landwehr-Regimenter
- Kriegsgliederung bei Mobilmachung im August 1914

Grenadier-Regiment König Friedrich III. (2. Schlesisches) Nr. 11, 4. Niederschlesisches Infanterie-Regiment Nr. 51, 2. Schlesisches Jäger-Bataillon Nr. 6, Jäger-Regiment zu Pferde Nr. 11

### Deutscher Krieg 1866
Im Krieg Preußens gegen das Kaisertum Österreich war die Brigade im Verband der Einheiten des VI. Armee-Korps eingesetzt. Mit dem  Eingreifen der 11. Division unter General Adolf von Zastrow gegen die rechte Flanke der Österreicher wurde diese zum Rückzug gezwungen.

### Deutsch-Französischer Krieg 1870/1871
Im Deutsch-Französischen Krieg war die Brigade im Verband der 11. Infanterie-Division an der Beschießung von Pfalzburg und Toul beteiligt und nahm an dem Gefecht bei Moulin Saquet teil.

### Erster Weltkrieg
Mit der Mobilmachung im August 1914 musste die Brigade das Brigade Ersatz Bataillon 22 aufstellen und kam bis März 1915  im Verband der 11. Division ausschließlich an der Westfront zum Einsatz. Danach kämpfte sie als Teil der 119. Infanterie-Division bis Mai 1917 an der Ostfront und wurde nach ihrer Rückkehr an die Westfront in schwere Kämpfe verwickelt.
Zu den Kampfhandlungen, Gefechten und Schlachten siehe Kampfgeschehen der 11. Division und Kampfgeschehen der 119. Infanterie-Division.

### Brigadekommandeure
| Name                                            | Datum                                               |
| ----------------------------------------------- | --------------------------------------------------- |
| 11. Infanterie-Brigade                          |                                                     |
| Ferdinand Ludwig von Sjöholm                    | 20. August 1816 bis 29. März 1833                   |
| Franz von Lucadou                               | 30. März 1833 bis 24. März 1841                     |
| Franz Karl von Werder                           | 25. März 1841 bis 21. März 1843                     |
| Heinrich von Reitzenstein'                      | 22. März 1853 bis 28. Mai 1846                      |
| Albrecht von Bursky                             | 29. Mai 1846 bis 25. Juni 1849                      |
| Heinrich Hans Wilhelm Freiherr von Reitzenstein | 26. Juni 1849 bis 3. Mai 1852                       |
| 22. Infanterie-Brigade                          |                                                     |
| Heinrich Hans Wilhelm Freiherr von Reitzenstein | 4. Mai 1852 bis 24. April 1854                      |
| Ludwig von Nolte                                | 25. April 1854 bis 9. Dezember 1857                 |
| Wilhelm von Ploetz                              | 10. Dezember 1857 bis 9. Februar 1863               |
| Amos von Briesen                                | 10. Februar 1863 bis 2. April 1866                  |
| Otto Wilhelm Hoffmann                           | 3. April 1866 bis 17. Juli 1870                     |
| Alexander von Eckartsberg                       | 18. Juli 1870 bis 30. April 1871                    |
| Hugo Heinrich Viktor von Bessel                 | 1. Mai 1871 bis 1. November 1871                    |
| Georg Knipping                                  | 2. November 1871 bis 17. Mai 1876                   |
| Kurt Elimar von der Osten-Sacken                | 18. Mai 1876 bis 14. Oktober 1882                   |
| Friedrich Wilhelm von Haugwitz                  | 15. Oktober 1882 bis 23. Juli 1883                  |
| Heinrich von Geißler                            | 24. Juli 1883 bis 2. August 1887                    |
| Franz von Struensee                             | 3. August 1887 bis 17. Dezember 1888                |
| Arthur Friedrich Stieler von Heydekampf         | 18. Dezember 1888 bis 17. April 1891                |
| Ferdinand von Stülpnagel                        | 18. April 1891 bis 24. März 1893                    |
| Victor von Richthofen                           | 25. März 1893 bis 14. April 1894                    |
| Helmuth Schulz                                  | 15. April 1894 bis 16. Juni 1897                    |
| Alexander von der Goltz                         | 17. Juni 1897 bis 21. Mai 1900                      |
| Paul von Kleist                                 | 22. Mai 1900 bis 21. März 1903                      |
| Viktor von Safft                                | 22. März 1903 bis 21. April 1905                    |
| Otto Alfred von Schlippenbach                   | 22. April 1905 bis 20. März 1908                    |
| Hermann von Wartenberg                          | 21. März 1908 bis 6. Juli 1909                      |
| Adolf von Waldow                                | 7. Juli 1909 bis 21. März 1912                      |
| Karl Surén                                      | 22. März 1912 bis 31. Juli 1914                     |
| Paul Seydel                                     | 1. August 1914 bis 16. August 1916                  |
| Alexander von Reuter                            | 17. August 1916 bis 2. Juli 1918                    |
| Hans Bürkner                                    | 3. Juli 1918 bis Kriegsende                         |
| Friedrich von Derschau                          | 30. Januar 1919 bis 27. Juli 1919 (Demobilisierung) |